# دهستان هگمتانه
هگمتانه دهستانی است از توابع بخش مرکزی شهرستان همدان در استان همدان ایران.

## جمعیت
براساس سرشماری سال ۱۳۸۵ جمعیت آن ۲۲٬۸۱۳ نفر (۵٬۶۲۴ خانوار) بوده‌است.